# غان شموئل
غان شموئل (أو غان شموئيل) هو كيبوتس تابع للواء حيفا في إسرائيل ويقع ضمن سلطة المجلس الإقليمي منشة. سُميت هذا الكيبوتس على اسم الحاخام اليهودي شموئيل موهليبر أحد مبشّري الصهيونية.

## التأسيس
تأسست أول نواة عمال يهود في أراضي غان شموئيل عام 1913. كانت مجموعة العمل الرئيسية في الأراضي مكونة من مهاجرين يهود أتو من روسيا والنمسا وبولندا. بعد أن كبرت نواة العمل في الأرض اُعترف بها مجموعةً استيطانية عام 1921. في سنوات الثلاثينات تحولت غان شموئيل لكيبوتس وفقط في عام 1935 قامت بالانضمام لحركة الكيبوتس القطرية.

## معرض صور

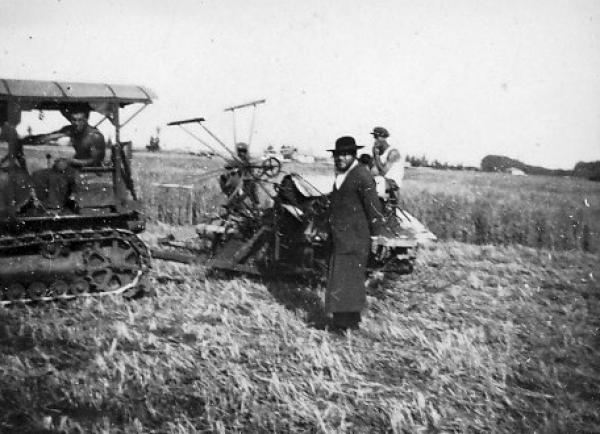
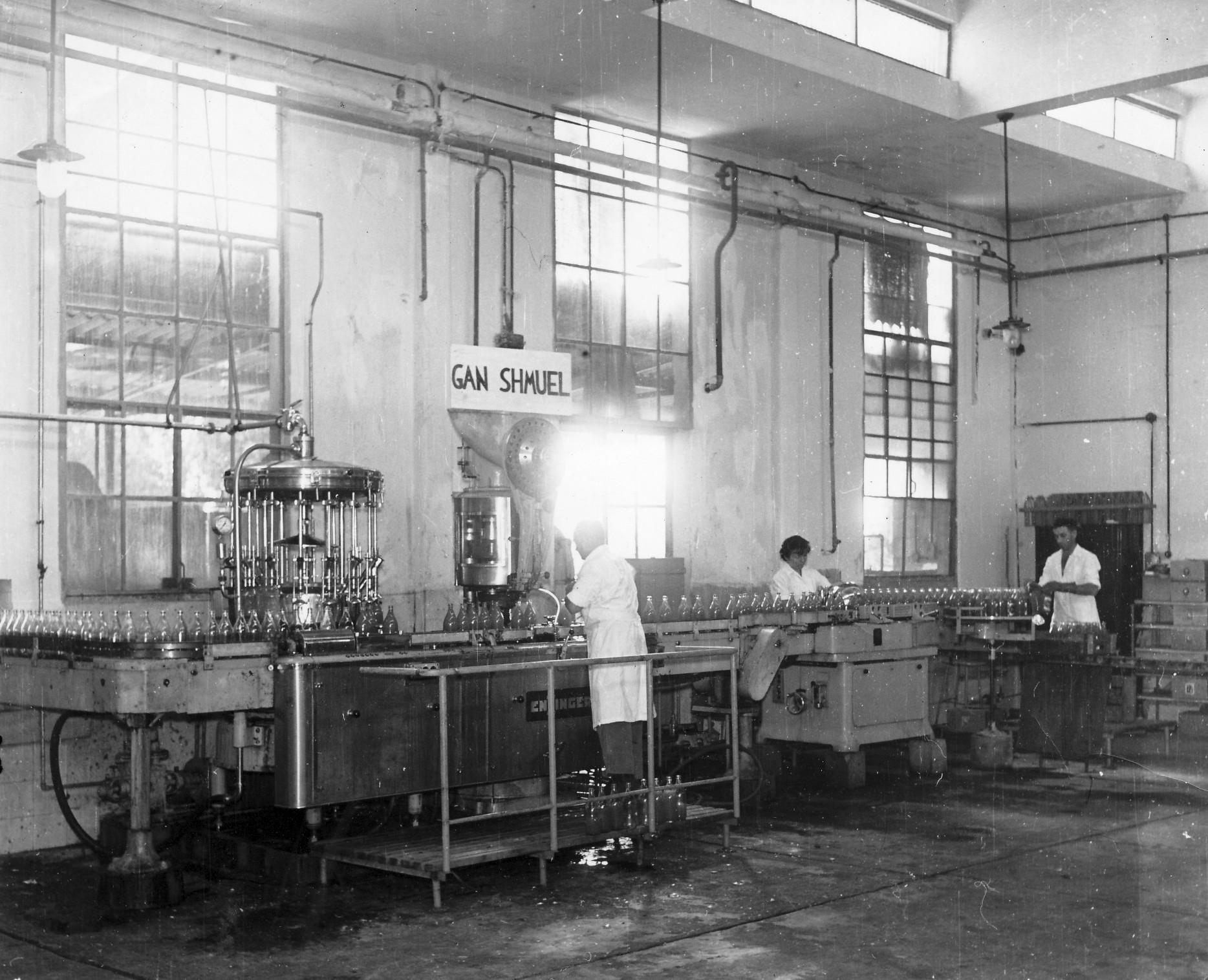
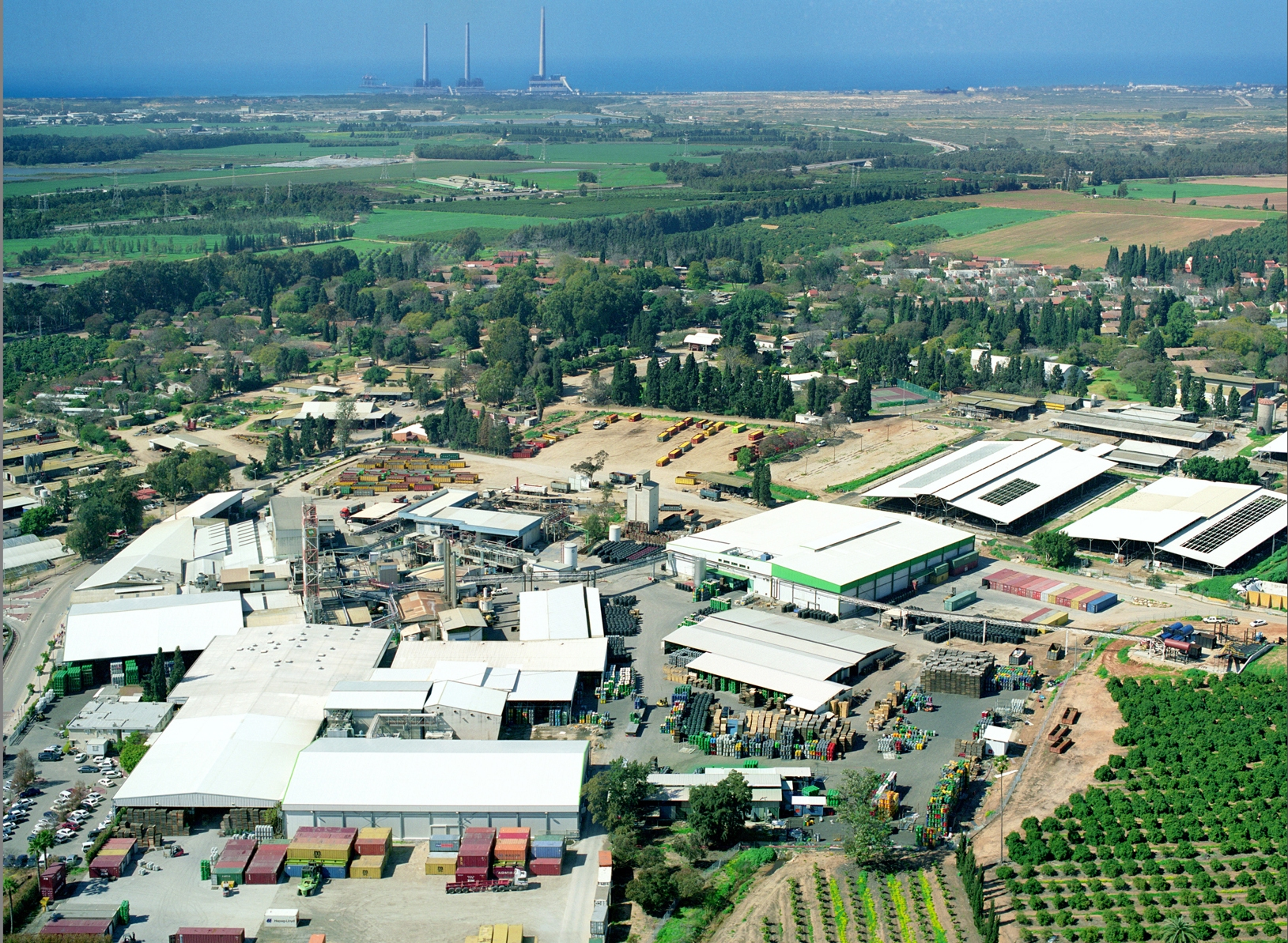

## أعلام
- إسحاق غرونباوم
- أودي أديب